# Ministrowie obrony Włoch
Ministrowie obrony we Włoszech kierują Ministerstwem Obrony. Urząd ten powstał w 1947, zastępując dotychczasowe Ministerstwo Wojny, funkcjonuje w ramach ustroju republikańskiego.

## Ministrowie obrony Włoch
| Minister                   | Od                   | Do                   | Partia |
| -------------------------- | -------------------- | -------------------- | ------ |
| Luigi Gasparotto           | 14 lutego 1947       | 31 maja 1947         | DC     |
| Mario Cingolani            | 31 maja 1947         | 15 grudnia 1947      | DC     |
| Giuseppe Facchinetti       | 15 grudnia 1947      | 23 maja 1948         | PRI    |
| Randolfo Pacciardi         | 23 maja 1948         | 16 lipca 1953        | PRI    |
| Giuseppe Codacci Pisanelli | 16 lipca 1953        | 17 sierpnia 1953     | DC     |
| Paolo Emilio Taviani       | 17 sierpnia 1953     | 1 lipca 1958         | DC     |
| Antonio Segni              | 1 lipca 1958         | 15 lutego 1959       | DC     |
| Giulio Andreotti           | 15 lutego 1959       | 23 lutego 1966       | DC     |
| Roberto Tremelloni         | 23 lutego 1966       | 24 czerwca 1968      | PSDI   |
| Luigi Gui                  | 24 czerwca 1968      | 27 marca 1970        | DC     |
| Mario Tanassi              | 27 marca 1970        | 17 lutego 1972       | PSDI   |
| Franco Restivo             | 17 lutego 1972       | 26 czerwca 1972      | DC     |
| Mario Tanassi              | 26 lipca 1972        | 14 marca 1974        | PSDI   |
| Giulio Andreotti           | 14 marca 1974        | 23 listopada 1974    | DC     |
| Arnaldo Forlani            | 23 listopada 1974    | 29 lipca 1976        | DC     |
| Vito Lattanzio             | 29 lipca 1976        | 18 września 1977     | DC     |
| Attilio Ruffini            | 18 września 1977     | 14 stycznia 1980     | DC     |
| Adolfo Sarti               | 14 stycznia 1980     | 4 kwietnia 1980      | DC     |
| Lelio Lagorio              | 4 kwietnia 1980      | 8 kwietnia 1983      | PSI    |
| Giovanni Spadolini         | 4 sierpnia 1983      | 17 kwietnia 1987     | PRI    |
| Remo Gaspari               | 17 kwietnia 1987     | 28 lipca 1987        | DC     |
| Valerio Zanone             | 28 lipca 1987        | 22 lipca 1989        | PLI    |
| Mino Martinazzoli          | 22 lipca 1989        | 27 lipca 1990        | DC     |
| Virginio Rognoni           | 27 lipca 1990        | 28 czerwca 1992      | DC     |
| Salvo Andò                 | 28 czerwca 1992      | 28 kwietnia 1993     | PSI    |
| Fabio Fabbri               | 28 kwietnia 1993     | 10 maja 1994         | PSI    |
| Cesare Previti             | 10 maja 1994         | 17 stycznia 1995     | FI     |
| Domenico Corcione          | 17 stycznia 1995     | 17 maja 1996         | bezp.  |
| Beniamino Andreatta        | 17 maja 1996         | 21 października 1998 | PPI    |
| Carlo Scognamiglio         | 21 października 1998 | 22 grudnia 1999      | UDR    |
| Sergio Mattarella          | 22 grudnia 1999      | 11 czerwca 2001      | DL     |
| Antonio Martino            | 11 czerwca 2001      | 17 maja 2006         | FI     |
| Arturo Parisi              | 17 maja 2006         | 8 maja 2008          | PD     |
| Ignazio La Russa           | 5 sierpnia 2008      | 16 listopada 2011    | PdL    |
| Giampaolo Di Paola         | 16 listopada 2011    | 28 kwietnia 2013     | bezp.  |
| Mario Mauro                | 28 kwietnia 2013     | 22 lutego 2014       | SC     |
| Roberta Pinotti            | 22 lutego 2014       | 1 czerwca 2018       | PD     |
| Elisabetta Trenta          | 1 czerwca 2018       | 5 września 2019      | M5S    |
| Lorenzo Guerini            | 5 września 2019      | 22 października 2022 | PD     |
| Guido Crosetto             | 22 października 2022 |                      | FdI    |